# Challenger Casablanca San Ángel
Il Challenger Casablanca San Ángel è stato un torneo professionistico di tennis giocato su campi in terra rossa. Faceva parte dell'ATP Challenger Series. Si giocava annualmente a Città del Messico in Messico.

## Albo d'oro

### Singolare
| Anno | Campione          | Finalista       | Punteggio     |
| ---- | ----------------- | --------------- | ------------- |
| 2007 | Ramón Delgado (2) | Adrián García   | 6–3, 6–3      |
| 2006 | Ramón Delgado (1) | Alejandro Falla | 6–3, 4–6, 6–4 |
| 2005 | Florent Serra     | Flávio Saretta  | 6–1, 6–4      |
| 2004 | Florian Mayer     | Adrián García   | 6–4, 6–3      |

### Doppio
| Anno | Campioni                         | Finalisti                        | Punteggio            |
| ---- | -------------------------------- | -------------------------------- | -------------------- |
| 2007 | Marcelo Melo Horacio Zeballos    | Ramón Delgado André Sá           | 6–4, 6–2             |
| 2006 | Tripp Phillips (2) Rogier Wassen | Michael Kohlmann Alexander Waske | 6(4)–7, 6–4, [13–11] |
| 2005 | Lukáš Dlouhý Pavel Šnobel        | Marcos Daniel Flávio Saretta     | 5–7, 6–4, 6–3        |
| 2004 | Ashley Fisher Tripp Phillips (1) | Federico Browne Rogier Wassen    | 6–4, 2–6, 6–3        |